# Epeolus nebulosus
Epeolus nebulosus (лат.) — вид земляных пчёл-кукушек рода Epeolus из подсемейства Nomadinae (Apidae). Название связано с бледным томентумом, скрывающим большую часть тела этого вида. От латинского «nebulosus» (туманный, неясный).

## Распространение
Северная Америка: США, Калифорния (и, веротяно, западная часть Невады).

## Описание
Мелкие слабоопушённые пчёлы, буровато-чёрные, с беловато-жёлтыми отметинами на теле как у ос и рыжевато-красными ногами. Длина менее 1 см (тело 7,2 мм; длина головы 2,0 мм; ширина головы 2,7 мм; длина переднего крыла 5,5 мм). Следующие морфологические признаки в сочетании могут быть использованы для отличия E. nebulosus от всех других североамериканских Epeolus, кроме сходных Epeolus basili, Epeolus novomexicanus и Epeolus pusillus: аксилла большая, её вершина простирается намного дальше середины длины мезоскутеллума, но не более чем до полосы бледного томентума вдоль заднего края, расширена латерально и в некоторой степени ржаво-бурая, тогда как мезоскутеллум обычно полностью чёрный; свободная часть аксиллы явно менее 2/5 длины всей её медиальной длины; мезоплеврон плотнно и равномерно пунктирован, у самки затемнён белым томентумом только в верхней половине (с большим редковолосистым кругом, занимающим большую часть вентролатеральной половины), тогда как у самца (за исключением гипоэпимеральной области) полностью затемнено белым томентумом; тергиты T2—T4 имеют полные и равномерно широкие фасции; фасция T2 имеет лопастевидные переднелатеральные расширения томентума; псевдопигидиальная область самки лунообразная и шире своей длины. Клептопаразиты, предположительно, пчёл рода Colletes , в гнёзда которых откладывают свои яйца.  Максиллярные щупики 1-члениковые. 2-й стернит брюшка матовый. У самок на 6-м стерните брюшка расположены ланцетовидные, мелко зазубренные отростки. В переднем крыле три радиомедиальных ячейки, 1-я из них много крупнее 3-й. Вершина радиальной ячейки (по форме она эллиптическая) удалена от переднего края крыла. Задние голени со шпорами.